# Jessica Larive
Joke Elisabeth Stefanie Larive, detta Jessica (Voorburg, 24 novembre 1945), è una politica olandese, membro del Partito Popolare per la Libertà e la Democrazia ed europarlamentare dal 1984 al 1999.

## Biografia

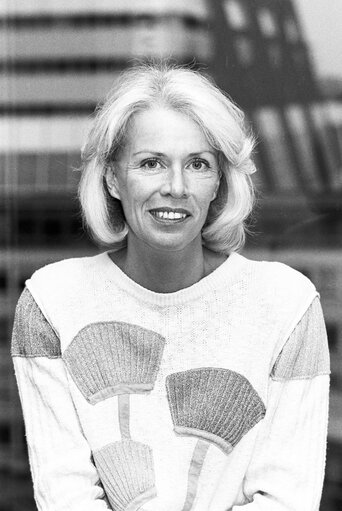
Jessica Larive al Parlamento europeo

Nata a Voorburg, Jessica Larive frequentò le scuole ad Amstelveen e successivamente si laureò in giurisprudenza presso l'Università di Leida. Quando era bambina, suo padre venne misteriosamente assassinato e sua madre si risposò con un uomo con cui i rapporti furono burrascosi, perciò a diciotto anni Jessica andò via di casa.
Lavorò come libera professionista e poi come docente presso il Lycée Molière di Bruxelles. Si sposò, ma subì violenza domestica e venne lasciata dal marito con una figlia di un anno e mezzo a carico.
Dal 1974 al 1978 fu impiegata presso l'unione economica del Benelux e, in seguito, ottenne un incarico di consulenza per il gruppo del Partito Europeo dei Liberali, Democratici e Riformatori in seno al Parlamento europeo dal 1978 al 1979. Fu poi assunta come capo di gabinetto del presidente del Partito Liberale Democratico Martin Bangemann, per cui lavorò dal 1979 al 1984.
In occasione delle elezioni europee del 1984, fu candidata con il Partito Popolare per la Libertà e la Democrazia e risultò eletta europarlamentare. Venne riconfermata anche nel 1989 e nel 1994. Fu membro della commissione per i diritti della donna e, in questa veste, si impegnò a favore della parità di genere per i dipendenti pubblici. A lei si deve inoltre la prima relazione del Parlamento europeo sul tema dello sport: nel documento pose particolare enfasi sugli aspetti sociali dell'attività sportiva e promosse la dimensione comunitaria dello sport.
Svolse le funzioni di vicepresidente del gruppo liberale dal 1989 al 1994 e istituì un gruppo di lavoro sul tema dei diritti umani in Tibet. Fu impegnata negli sforzi per la liberazione del dissidente Wei Jingsheng, per il quale presentò anche una risoluzione d'urgenza.
Nel 1998 rifiutò un seggio da deputata alla Tweede Kamer e decise di cambiare vita. Dopo aver lasciato la politica, si trasferì in Spagna, aprendo nel 2005 un centro benessere in Costa Blanca, dove lavorò come istruttrice di yoga e meditazione.
Jessica Larive pubblicò le proprie esperienze personali nell'autobiografia 1000 Plaatsen 1 thuis.